# Tây Nguyên

Vị trí vùng Tây Nguyên trên bản đồ Việt Nam

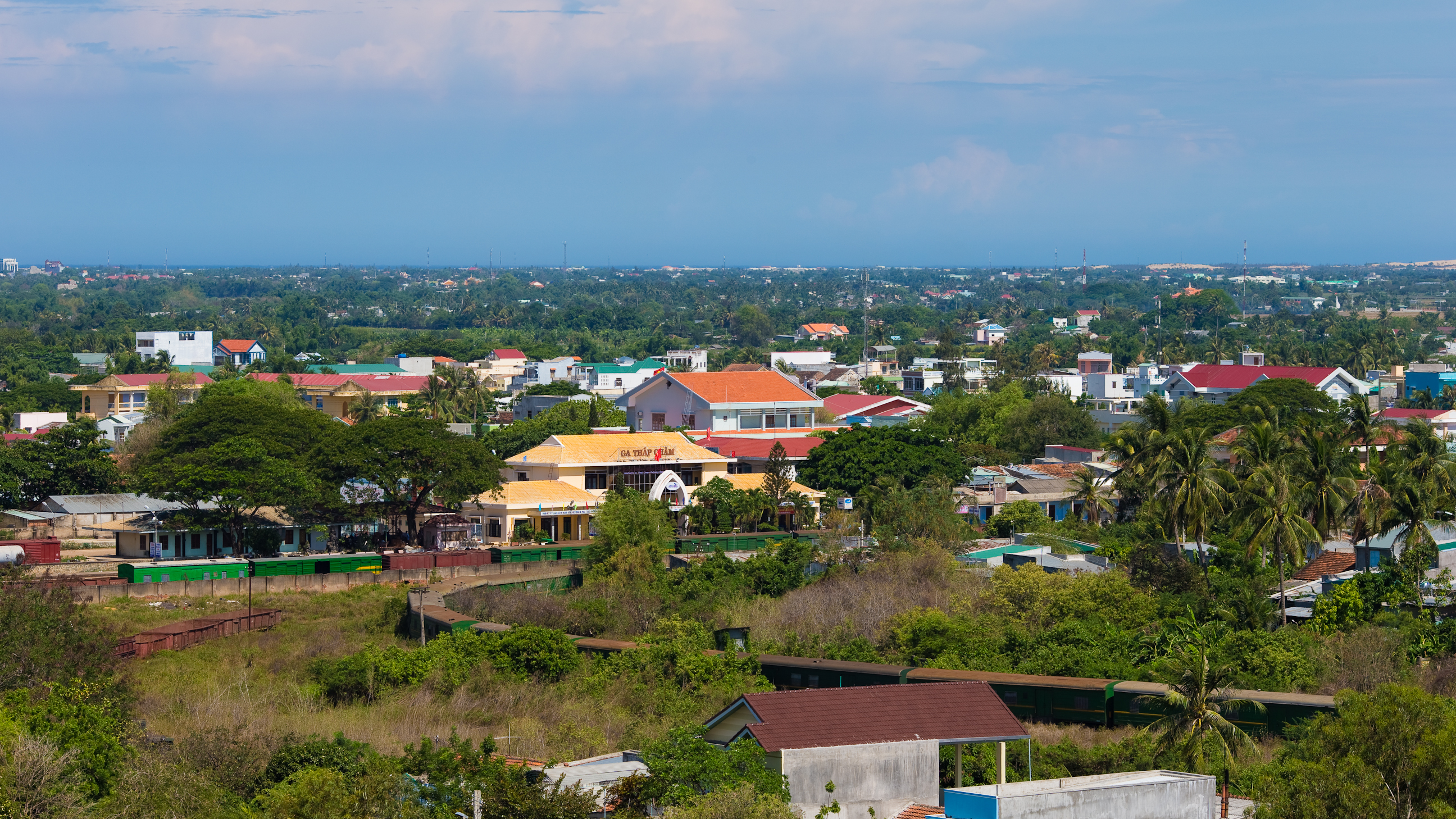
Lâm Đồng

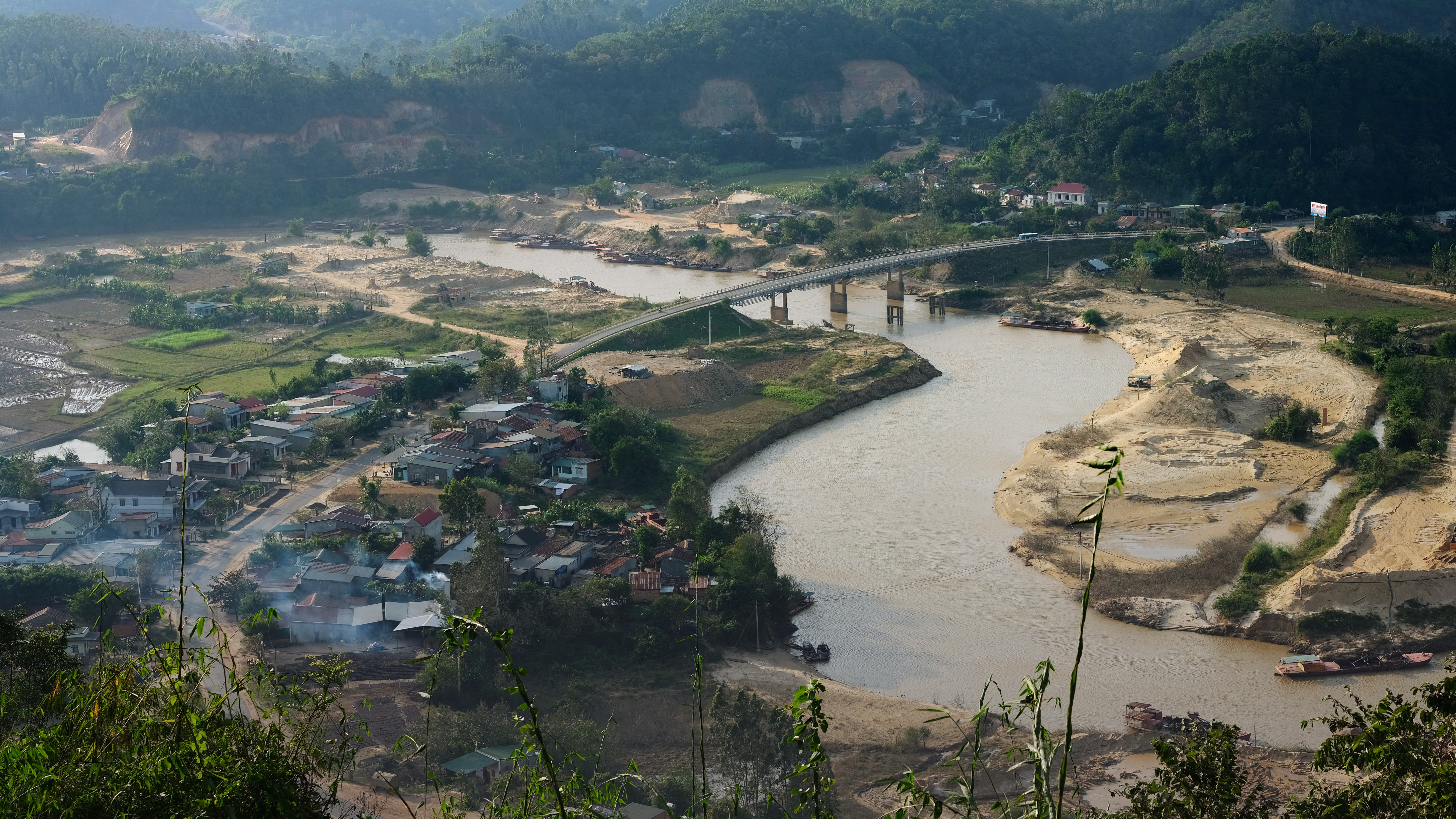
Đắk Lắk

Tây Nguyên hay vùng cao nguyên Nam Trung Bộ là khu vực địa lý với địa hình cao nguyên thuộc miền Trung Việt Nam. Tây Nguyên cùng với Bắc Trung Bộ và Duyên hải Nam Trung Bộ hợp thành miền Trung Việt Nam.
Tây Nguyên bao gồm phần phía tây của các tỉnh Quảng Ngãi, Gia Lai, Đắk Lắk và Lâm Đồng.

## Địa lý

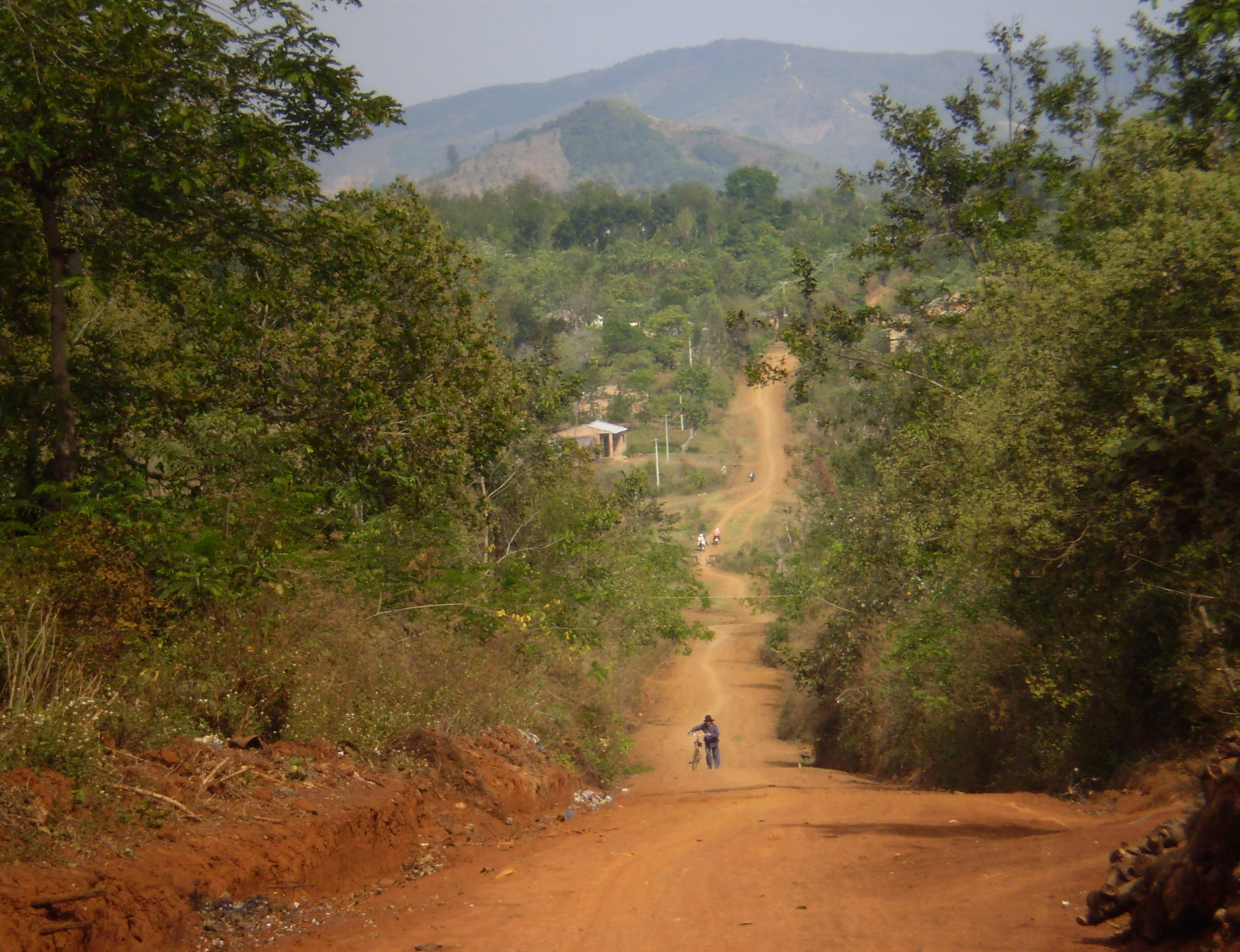
Đường làng Tây Nguyên - Miền Trung

### Vị trí địa lý
Tây Nguyên là vùng cao nguyên, phía bắc giáp tỉnh Quảng Nam, phía đông giáp các tỉnh Quảng Ngãi, Bình Định, Phú Yên, Khánh Hòa, Ninh Thuận, Bình Thuận, phía nam giáp các tỉnh Đồng Nai, Bình Phước, phía tây giáp với các tỉnh Attapeu (Lào), Ratanakiri và Mondulkiri (Campuchia). Trong khi Kon Tum có biên giới phía Tây giáp với cả Lào và Campuchia thì Gia Lai, Đắk Lắk và Đắk Nông chỉ có chung đường biên giới với Campuchia. Còn Lâm Đồng không có đường biên giới quốc tế. Nếu xét diện tích Tây Nguyên bằng tổng diện tích của 5 tỉnh ở đây, thì vùng Tây Nguyên rộng khoảng 54.7 nghìn km².
Thực chất, Tây Nguyên không phải là cao nguyên duy nhất mà là một loạt cao nguyên liền kề. Đó là các cao nguyên Kon Tum cao khoảng 500 mét, Kon Plông, Kon Hà Nừng, Pleiku cao khoảng 800 m, M'Drăk cao khoảng 500 m, Buôn Ma Thuột cao khoảng 500m, Mơ Nông cao khoảng 800–1000m, Lâm Viên cao khoảng 1500m, Bảo Lộc và Di Linh cao khoảng 900–1000m. Tất cả các cao nguyên này đều được bao bọc về phía Đông bởi những dãy núi và khối núi cao chính là Trường Sơn Nam.
Tây Nguyên lại có thể chia thành ba tiểu vùng địa hình đồng thời là ba tiểu vùng khí hậu, gồm Bắc Tây Nguyên (tương ứng với các tỉnh Kon Tum và Gia Lai), Trung Tây Nguyên (tương ứng với các tỉnh Đắk Lắk và Đắk Nông), Nam Tây Nguyên (tương ứng với tỉnh Lâm Đồng). Trung Tây Nguyên có độ cao thấp hơn và nền nhiệt độ cao hơn hai tiểu vùng phía Bắc và Nam.
Với đặc điểm thổ nhưỡng đất đỏ Bazan ở độ cao khoảng 500 m đến 600 m so với mặt biển, Tây Nguyên rất phù hợp với những cây công nghiệp như Cà phê, Ca cao, Hồ tiêu, Dâu tằm. Cây điều và cây Cao su cũng đang được phát triển tại đây. Cà phê là cây công nghiệp quan trọng số một ở Tây Nguyên. Tây Nguyên cũng là vùng trồng cao su lớn thứ hai sau Đông Nam Bộ và đang tiến hành khai thác mỏ quặng Bô xít. Tây Nguyên cũng là khu vực ở Việt Nam còn nhiều diện tích rừng với thảm sinh vật đa dạng, trữ lượng khoáng sản phong phú hầu như chưa khai thác và tiềm năng du lịch lớn, Tây nguyên có thể coi là mái nhà của Miền Trung, có chức năng phòng hộ rất lớn. Tuy nhiên, nạn phá rừng, hủy diệt tài nguyên thiên nhiên và khai thác lâm sản bừa bãi chưa ngăn chặn được tại đây có thể dẫn đến nguy cơ làm nghèo kiệt rừng và thay đổi môi trường, sinh thái.

### Khí hậu
Nằm trong vùng Nhiệt đới Xavan, khí hậu ở Tây Nguyên được chia làm hai mùa: mùa mưa từ tháng 5 đến hết tháng 10 và mùa khô từ tháng 11 đến tháng 4, trong đó tháng 3 và tháng 4 là hai tháng nóng và khô nhất. Do ảnh hưởng của độ cao nên trong khi ở các cao nguyên cao 400–500 m khí hậu tương đối mát và mưa nhiều, riêng cao nguyên cao trên 1000 m thì khí hậu lại mát mẻ quanh năm, đặc điểm của khí hậu núi cao.

## Lịch sử

### Thời nguyên thủy đến trước thế kỷ 19
Vùng đất Tây Nguyên từ xưa vốn là vùng đất tự trị độc lập, địa bàn sinh sống của các bộ tộc thiểu số bản địa, chưa phát triển thành một quốc gia hoàn chỉnh, chỉ có những quốc gia mang tính chất sơ khai của người Êđê, Giarai, Mạ,...
Tháng 2 năm Tân Mão niên hiệu Hồng Đức thứ 2 (1471), vua Lê Thánh Tông thân chinh đi đánh Chiêm Thành, phá được thành Đồ Bàn, bắt sống vua Champa là Trà Toàn, sáp nhập 3 phần 5 lãnh thổ Champa thời đó vào Đại Việt. Hai phần Champa còn lại, được Lê Thánh Tông chia thành các tiểu quốc nhỏ thuần phục Đại Việt. Phần đất Phan Lung (tức Phan Rang ngày nay) do viên tướng Chăm là Bồ Trì trấn giữ, được vua Lê coi là phần kế thừa của vương quốc Chiêm Thành. Một phần đất nay là tỉnh Phú Yên, Lê Thánh Tông phong cho Hoa Anh vương tạo nên nước Nam Hoa. Vùng đất phía Tây núi Thạch Bi, tức miền bắc Tây Nguyên ngày nay được lập thành nước Nam Bàn, vua nước này được phong là Nam Bàn vương.
Sau khi Chúa Nguyễn Hoàng xây dựng vùng cát cứ phía Nam, các Chúa Nguyễn ra sức loại trừ các ảnh hưởng còn lại của Champa và cũng phái một số sứ đoàn để thiết lập quyền lực ở khu vực Tây Nguyên. Các bộ tộc thiểu số ở đây dễ dàng chuyển sang chịu sự bảo hộ của người Việt. Tuy nhiên, các bộ tộc ở đây vẫn còn manh mún và mục tiêu của các chúa Nguyễn nhắm trước đến các vùng đồng bằng, nên chỉ thiết lập quyền lực rất lỏng lẻo ở đây. Trong một số tài liệu vào thế kỷ 16, thế kỷ 17 đã có những ghi nhận về các bộ tộc Mọi Đá Vách (Hré), Mọi Hời (Hroi, Kor, Bru, Ktu và Pacoh), Mọi Đá Hàm (Djarai), Mọi Bồ Nông (Mnong) và Bồ Van (Rhadé Epan), Mọi Vị (Raglai) và Mọi Bà Rịa (Mạ) để chỉ các bộ tộc thiểu số sinh trú ở vùng Nam Tây Nguyên ngày nay.
Tuy sự ràng buộc lỏng lẻo, nhưng về danh nghĩa, vùng đất Tây Nguyên vẫn thuộc phạm vi bảo hộ của các chúa Nguyễn. Thời Nhà Tây Sơn, rất nhiều chiến binh thuộc các bộ tộc thiểu số Tây Nguyên gia nhập quân Tây Sơn, đặc biệt với đội tượng binh nổi tiếng trong cuộc hành quân của Quang Trung tiến công ra Bắc xuân Kỷ Dậu (1789). Tây Sơn thượng đạo, vùng đất phía Tây đèo An Khê là một căn cứ chuẩn bị lực lượng cho quân Tây Sơn thuở ban đầu. Người lãnh đạo việc hậu cần này của quân Tây Sơn là người vợ dân tộc Ba Na của Nguyễn Nhạc.

### Thời Nhà Nguyễn

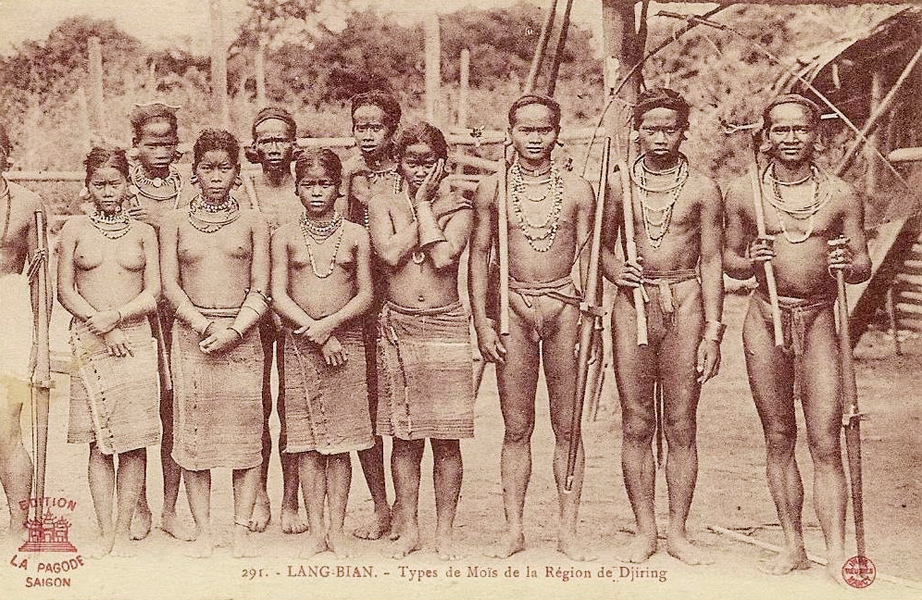
Người Tây Nguyên đầu thế kỷ 20.

Sang đến triều Nhà Nguyễn, quy chế bảo hộ trên danh nghĩa dành cho Tây Nguyên vẫn không thay đổi nhiều, mặc dù vua Minh Mạng có đưa phần lãnh thổ Tây Nguyên vào bản đồ Việt Nam (Đại Nam nhất thống toàn đồ – 1834). Người Việt vẫn chủ yếu khai thác miền đồng bằng nhiều hơn, đặc biệt ở các vùng miền Đông Nam Bộ ngày nay, đã đẩy các bộ tộc thiểu số bán sơn địa lên hẳn vùng Tây Nguyên (như trường hợp của bộ tộc Mạ).
Trong cuốn Đại Việt địa dư toàn biên, Phương Đình Nguyễn Văn Siêu có viết: Thủy Xá, Hỏa Xá ở ngoài cõi Nam Bàn nước Chiêm Thành. Bấy giờ trong Thượng đạo tỉnh Phú An có núi Bà Nam rất cao. Thủy Xá ở phía Đông núi ấy,... Hỏa Xá ở phía Tây núi ấy, phía Tây tiếp giáp với xứ Sơn Bốc sở nam nước Chân Lạp, phía Nam thì là Lạc man (những tộc người du cư). Phía trên là sông Đại Giang, phía dưới là sông Ba Giang làm giới hạn bờ cõi hai nước ấy.....
Năm 1863 vua Tự Đức lập đơn vị sơn phòng để củng cố và bình định vùng sơn cước của ba tỉnh Quảng Nam, Quảng Ngãi và Bình Định. Tuy mục đính chính là quân sự nhưng cơ sở sơn phòng sau biến thành mạch giao thương giữa miền xuôi và miền núi qua trung gian các thuộc lái trong khi quan lại kiểm soát việc thu thuế. Việc nhũng nhiễu của lái buôn và lạm thu của giới quan liêu khiến người Thượng vì bị bức bách, đã tràn xuống miền xuôi cướp phá nhiều đợt. Quan quân phải truy đuổi đánh dẹp. Hệ thống sơn phòng tồn tại sang thời Pháp thuộc đến năm 1905 thì Chính quyền Bảo hộ ra lệnh bãi bỏ và người Pháp trực tiếp cai trị vùng Cao nguyên.

### Thời Pháp thuộc
Sau khi người Pháp nắm được quyền kiểm soát Việt Nam, họ đã thực hiện hàng loạt các cuộc thám hiểm và chinh phục vùng đất Tây Nguyên. Trước đó, các nhà truyền giáo đã đi tiên phong lên vùng đất còn hoang sơ và chất phác này.
Năm 1888, một người Pháp gốc đảo Corse tên là Mayréna sang Đông Dương, chọn Dakto làm vùng đất cát cứ và lần lượt chinh phục được các bộ lạc thiểu số. Ông thành lập Vương quốc Sedang có Quốc kỳ và phát hành giấy bạc, có cấp chức riêng và tự mình lập làm vua xưng là Marie đệ Nhất. Nhận thấy được vị trí quan trọng của vùng đất Tây Nguyên, nhân cơ hội Mayréna về châu Âu vận động xin viện trợ từ các cường quốc Tây phương, chính phủ Pháp đã đưa công sứ Quy Nhơn F. Guiomar (1889 - 1890) lên tiếp thu. Mayréna trên đường trở lại Đông Dương khi quá cảnh Singapore thì bị nhà chức trách giữ lại. Chính phủ Pháp cũng ra lệnh cấm Mayréna nhập cảnh. Mayréna mất không lâu sau đó ở Mã Lai. Vùng Tây Nguyên kể từ năm 1889 được đặt dưới quyền quản lý của Công sứ Quy Nhơn và vương quốc Sedang cũng bị giải tán.
Năm 1891, bác sĩ Alexandre Yersin mở cuộc thám hiểm và phát hiện ra Cao nguyên Lang Biang. Ông đã đề nghị với Chính phủ thuộc địa xây dựng một thành phố nghỉ mát tại đây. Nhân dịp này, người Pháp bắt đầu chú ý khai thác kinh tế đối với vùng đất này. Tuy nhiên, về danh nghĩa, vùng đất Tây Nguyên vẫn thuộc quyền kiểm soát của Triều đình Huế. Vì vậy, ngày 16 tháng 10 năm 1898, Khâm sứ Trung Kỳ là Léon Jules Pol Boulloche (1898 - 1900) đề nghị Cơ mật Viện triều Nguyễn giao cho Pháp trực tiếp phụ trách an ninh tại các cao nguyên Trung Kỳ. Năm 1898, khi vương quốc Sedang bị giải tán thì ngay năm sau (tức 1899), thực dân Pháp buộc vua Đồng Khánh ban dụ ngày 16 Tháng 10 trao cho họ Tây Nguyên để họ có toàn quyền tổ chức hành chính và trực tiếp cai trị các dân tộc thiểu số ở đây. Triều đình Huế chỉ giữ việc bổ nhiệm một viên quan Quản đạo có tính cách tượng trưng. Năm 1900, Toàn quyền Paul Doumer đích thân thị sáp Đà Lạt và quyết định chọn Đà Lạt làm thành phố nghỉ mát, bắt đầu sự can thiệp trực tiếp trên Tây Nguyên.

### Hành chính thời Pháp thuộc
Về mặt hành chánh năm 1901 người Pháp đặt sở Đại lý ở Trà Mi, tỉnh Quảng Ngãi để quản lý toàn vùng sơn cước bốn tỉnh Quảng Nam, Quảng Ngãi, Bình Định và Phú Yên. Tuy đây chưa phải là đất Cao nguyên nhưng được dùng làm cơ sở tiếp quản dần, tách rời vùng mạn ngược với miền xuôi.
Năm 1907, tòa Đại lý ở Kontum đổi thành tòa Công sứ Kontum, cùng với việc thành lập các trung tâm hành chính Kontum và Cheo Reo với viên Công sứ Kontum đầu tiên là Guenot. Tiếp theo là tỉnh lỵ Pleiku ra đời, công sứ Pháp đầu tiên là Leon Plantié. Thực dân người Pháp bắt đầu lên đây xây dựng các đồn điền đồng thời cũng ngăn cấm người Việt lên theo, trừ số phu họ mộ được. Năm 1917, thị xã Đà Lạt được thành lập với viên Thị trưởng lúc đó là Cunhac (1916 - 1920).
Năm 1923 thành lập tỉnh Darlac dưới quyền công sứ Pháp Sabatier.
Sau Chiến tranh thế giới thứ hai, người Pháp áp dụng chính sách "chia để trị" triệt để khi thấy tình thế ngày càng bất lợi cho chế độ thực dân. Ngày 27 tháng 5 năm 1946, Cao ủy Đông Dương Georges d'Argenlieu ký văn bản thành lập Xứ Thượng Nam Đông Dương (tiếng Pháp: Pays Montagnards Du Sud Indochinois, PMSI) với quyền tự trị cho sắc dân Thượng cách biệt khỏi quyền quản lý của người Kinh ở miền xuôi.

### Quốc gia Việt Nam
Sang thời Quốc gia Việt Nam, Xứ Thượng Nam Đông Dương được trao lại cho Quốc trưởng Bảo Đại dưới tên gọi Hoàng triều Cương thổ. Theo đó thì việc cai trị ở năm tỉnh vùng núi theo một quy chế riêng vẫn bị cách ly khỏi vùng đồng bằng. Thủ tướng Ngô Đình Diệm đã vận động xóa bỏ đơn vị này và sáp nhập Đồng Nai Thượng, Lang Biang, Pleiku, Darlac, và Kontum vào lại Trung phần.

### Việt Nam Cộng hòa
Chính quyền Việt Nam Cộng hòa đổi tên tỉnh Lang Biang và sáp nhập với một phần tỉnh Đồng Nai Thượng thành tỉnh Lâm Đồng, đồng thời tách một phần đất sáp nhập với thành phố Đà Lạt, thành lập tỉnh Tuyên Đức.
Chính quyền Việt Nam Cộng hòa chia Cao nguyên Trung Phần thành bảy tỉnh: Kon Tum, Pleiku, Phú Bổn, Đắk Lắk, Quảng Đức, Tuyên Đức và Lâm Đồng với tổng cộng gần một triệu dân với 50% dân số tập trung vào hai tỉnh Đắk Lắk và Tuyên Đức.
Đến năm 1975 Tổng thống Nguyễn Văn Thiệu điều quân từ Tây Nguyên rút xuống yểm trợ Nam Trung Bộ khiến cho quân giải phóng nắm lấy thời cơ đưa quân tiến sâu vào vùng này (xem bài Chiến dịch Tây Nguyên).

### Sau khi thống nhất
Sau khi thống nhất năm 1976 sau khi chấm dứt chiến tranh Việt Nam, Nhà nước Cộng hòa Xã hội chủ nghĩa Việt Nam gọi chung vùng này là Tây Nguyên, gồm ba tỉnh Đắk Lắk (hình thành từ các tỉnh Đắk Lắk, Phú Bổn và Quảng Đức), tỉnh Gia Lai - Kon Tum (tỉnh Kon Tum sáp nhập với tỉnh Gia Lai) và tỉnh Lâm Đồng (sáp nhập tỉnh Lâm Đồng và tỉnh Tuyên Đức). Chính quyền có chính sách di dân một số sắc dân từ Vùng Tây Bắc lên Tây Nguyên cũng như xây dựng các vùng kinh tế mới tại đây.
Ngày 21 tháng 8 năm 1991, chia tách tỉnh Gia Lai - Kon Tum thành hai tỉnh mới: Gia Lai và Kon Tum. Ngày 26 tháng 11 năm 2003, Quốc hội ra Nghị quyết số 22/2003/QH.11, tỉnh Đắk Lắk (cũ) tách thành hai tỉnh mới là Đắk Lắk và Đắk Nông.
Hiện tại, địa bàn Tây Nguyên bao gồm 5 tỉnh: Kon Tum, Gia Lai, Đắk Lắk, Đắk Nông và Lâm Đồng.

### Các tên gọi trong lịch sử

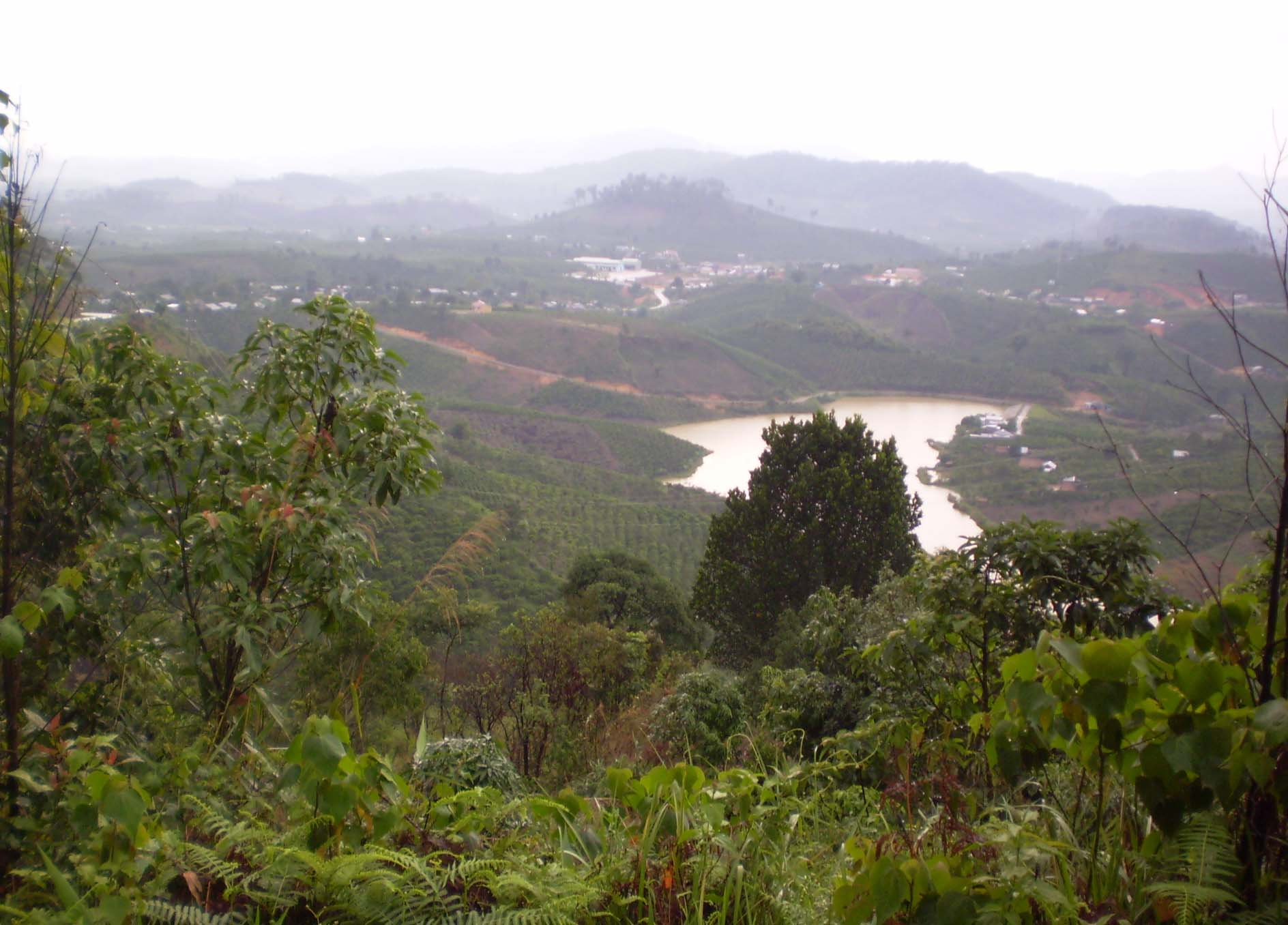
Xã Đạ K'Năng
Đam Rông, Lâm Đồng

- Theo Nguyễn Đình Tư trong bài Tây Nguyên xưa và nay, tạp chí Xưa và nay, số 61B, tháng 3 năm 1999, thì địa danh Tây Nguyên được biết đến từ năm 1960, khi công bố Hiến pháp 1959 của Việt Nam Cộng hòa, trong đó có điều khoản về các khu tự trị của các sắc tộc thiểu số và có nhắc đến Tây Nguyên.
- Trước đó, từ thời Pháp thuộc, vùng đất này chưa có tên gọi riêng mà chỉ là đơn vị hành chính trực thuộc Khâm sứ Trung Kỳ, nên có tên là vùng Cao nguyên Trung Kỳ. Ngoài ra, người Pháp còn gọi nơi này là Les Hauts Plateaux du Sud (Cao nguyên miền Nam). Thời Nhà Nguyễn, vùng đất này được thuộc về Châu Thượng Nguyên (bao gồm Thủy Xá, Hỏa Xá là vùng đất cư trú của người Êđê, Gia Rai, Ba Na và là một phần Tây Nguyên ngày nay)
- Sau khi Nhật đảo chính Pháp, chính phủ Trần Trọng Kim đã đổi tên đơn vị hành chính cấp Kỳ thành cấp Bộ. Từ đó vùng đất này được gọi là Cao nguyên Trung Bộ trong khi người Pháp thành lập Xứ Thượng Nam Đông Dương (Pays Montagnard du Sud-Indochinois) năm 1946.
- Khi Quốc gia Việt Nam thành lập, Quốc trưởng Bảo Đại đã đổi tên đơn vị hành chính cấp Bộ thành cấp Phần. Riêng khu vực cao nguyên được tách ra và được hưởng quy chế hành chính đặc biệt có tên là Hoàng triều Cương thổ kể từ năm 1950. Tại vùng này thì Quốc trưởng Bảo Đại vẫn giữ vai trò là Hoàng đế.
- Đến năm 1955, chính phủ Ngô Đình Diệm chấm dứt chế độ Bảo đại và thành lập nền Đệ Nhất Cộng hòa. Hoàng triều cương thổ lại được sáp nhập vào Trung phần và được gọi là vùng Cao nguyên Trung phần. Tên gọi này được chế độ Việt Nam Cộng hòa sử dụng mãi cho đến năm 1975.

## Dân cư
| Số liệu dân tộc bản địa tại Tây Nguyên | Số liệu dân tộc bản địa tại Tây Nguyên | Số liệu dân tộc bản địa tại Tây Nguyên |
| Năm                                    | Dân số (tỷ lệ gia tăng/năm)            | % tổng số dân                          |
| -------------------------------------- | -------------------------------------- | -------------------------------------- |
| 1954                                   | 510.000                                | 85                                     |
| 1976                                   | 853.820 (2.79%)                        | 69,7                                   |
| 1993                                   | 1.050.569 (1,14%)                      | 44,2                                   |
| 2004                                   | 1.181.337 (1,13%)                      | 25,3                                   |

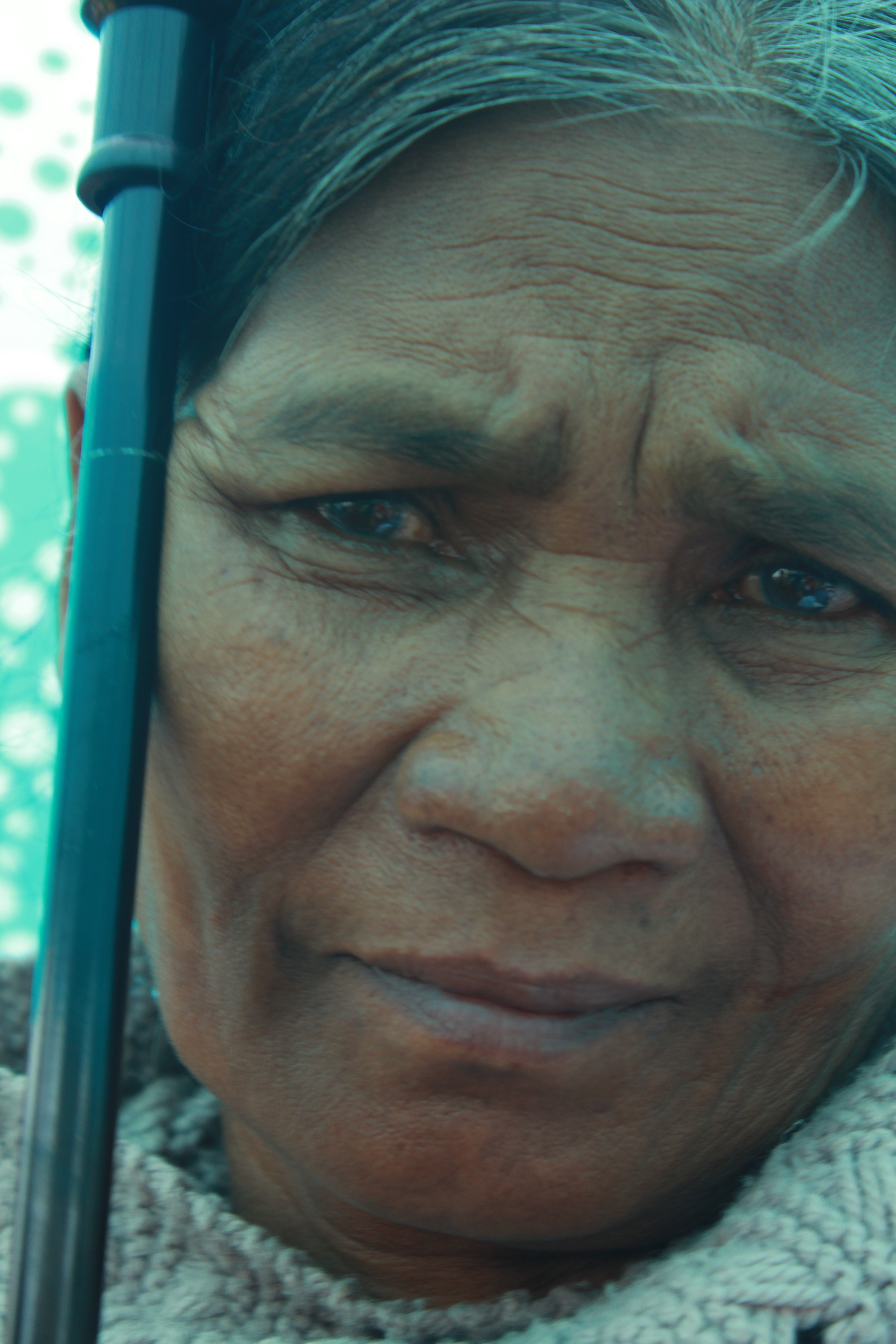
Phụ nữ Tây nguyên

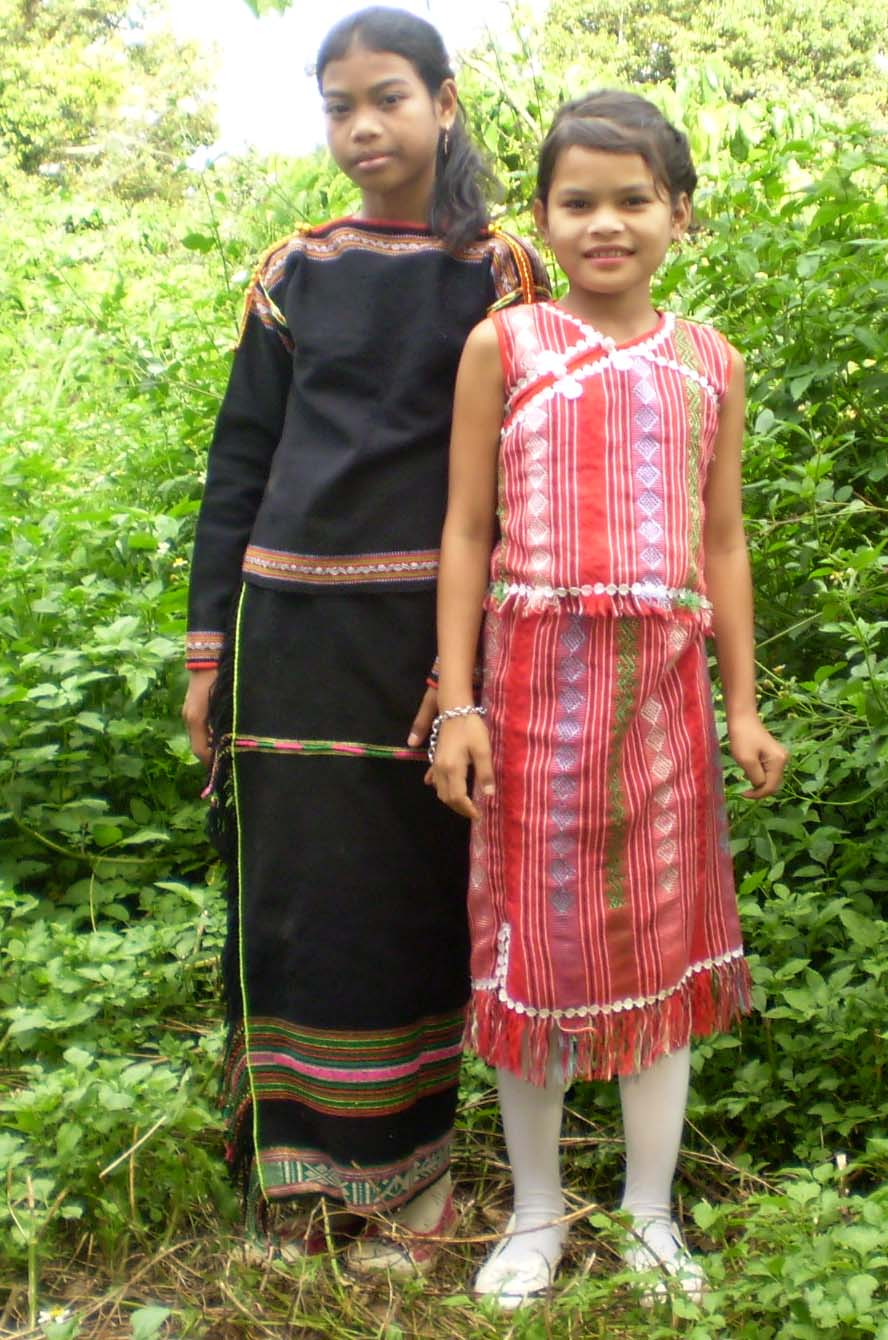
Trẻ em Tây nguyên

Thời Pháp thuộc, người Kinh bị hạn chế lên vùng Cao nguyên nên các bộ tộc người Jrai và Êđê sinh hoạt trong xã hội truyền thống. Mãi đến giữa thế kỷ XX sau cuộc di cư năm 1954 thì số người Kinh mới tăng dần. Trong số gần một triệu dân di cư từ miền Bắc thì Chính phủ Quốc gia Việt Nam đưa lên miền cao nguyên 54.551 người, đa số tập trung ở Đà Lạt và Lâm Đồng.
Từ đó, nhiều dân tộc thiểu số chung sống với dân tộc Việt (người Kinh) ở Tây Nguyên như Ba Na, Jrai, Êđê, Cơ Ho, Mạ, Xơ Đăng, Mơ Nông.. Chính quyền Việt Nam Cộng hòa gọi chung những dân tộc này là "đồng bào sắc tộc" hoặc "người Thượng"; "Thượng" có nghĩa là ở trên, "người Thượng" là người ở miền cao hay miền núi, một cách gọi đặc trưng để chỉ những sắc dân sinh sống trên cao nguyên miền Trung. Danh từ này mới phổ biến từ đó thay cho từ ngữ miệt thị cũ là "mọi".
Tính đến năm 1976, dân số Tây Nguyên là 1.225.000 người, gồm 18 dân tộc, trong đó đồng bào dân tộc thiểu số là 853.820 người (chiếm 69,7% dân số). Năm 1993, dân số Tây Nguyên là 2.376.854 người, gồm 35 dân tộc, trong đó đồng bào dân tộc thiểu số là 1.050.569 người (chiếm 44,2% dân số). Năm 2004, dân số Tây Nguyên là 4.668.142 người, gồm 46 dân tộc, trong đó đồng bào dân tộc thiểu số là 1.181.337 người (chiếm 25,3% dân số) . Riêng tỉnh Đắk Lắk, từ 350.000 người (1995) tăng lên 1.776.331 người (1999), trong 4 năm tăng 485% . Kết quả này, một phần do gia tăng dân số tự nhiên và phần lớn do gia tăng cơ học: di dân đến Tây nguyên theo 2 luồng di dân kế hoạch và di dân tự do. Người dân tộc đang trở thành thiểu số trên chính quê hương của họ. Sự gia tăng gấp 4 lần dân số và nạn nghèo đói, kém phát triển và hủy diệt tài nguyên thiên nhiên (gần đây, mỗi năm vẫn có tới gần một nghìn héc-ta rừng tiếp tục bị phá ) đang là những vấn nạn tại Tây Nguyên và thường xuyên dẫn đến xung đột. Theo kết quả điều tra dân số 01 tháng 4 năm 2009 dân số Tây Nguyên (gồm 05 tỉnh) là 5.107.437 người, như thế so với năm 1976 đã tăng 3,17 lần, chủ yếu là tăng cơ học. Đến năm 2021, tổng dân số của 5 tỉnh Tây Nguyên là 6.002.995 người.

## Dân số các Dân tộc năm 2022
| Stt | Dân tộc | Số người  | Tỷ lệ (%) | Chú thích | Stt | Dân tộc      | Số người | Tỷ lệ (%) | Chú thích |
| --- | ------- | --------- | --------- | --------- | --- | ------------ | -------- | --------- | --------- |
| 1   | Kinh    | 4.001.500 | 72,66     |           | 10  | Mông         | 58.877   | 0,93      |           |
| 2   | Gia Rai | 551.275   | 7,78      |           | 11  | Thái         | 50.556   | 0,76      |           |
| 3   | Ê Đê    | 431.194   | 6,27      |           | 12  | Mạ           | 48.377   | 0,72      |           |
| 4   | Ba Na   | 327.716   | 4,31      |           | 13  | Mường        | 35.544   | 0,67      |           |
| 5   | Cơ Ho   | 266.112   | 3,14      |           | 14  | Dao          | 35.176   | 0,66      |           |
| 6   | Nùng    | 75.362    | 0,29      |           | 15  | Giẻ Triêng   | 73.322   | 1,19      |           |
| 7   | Xơ Đăng | 269.501   | 3,21      |           | 16  | Hoa          | 23.882   | 0,45      |           |
| 8   | Tày     | 14.798    | 0,28      |           | 17  | Chu Ru       | 23.242   | 0,44      |           |
| 9   | Mơ Nông | 127.334   | 2,41      |           | 18  | Dân tộc khác | 64.491   | 1,22      |           |

## Các đơn vị hành chính
Trước 1975, Chính quyền Việt Nam Cộng hòa chia Cao nguyên Trung Phần thành 7 tỉnh: Kontum, Pleiku, Phú Bổn, Darlac, Quảng Đức, Tuyên Đức và Lâm Đồng với tổng cộng gần một triệu dân với 50% dân số tập trung vào hai tỉnh Darlac và Tuyên Đức.
Từ 1976 đến đầu thập niên 1990, Tây Nguyên được chia thành 3 tỉnh là Gia Lai - Kon Tum, Đắk Lắk, Lâm Đồng. Sau đó tỉnh Gia Lai-Kon Tum được chia thành hai tỉnh: Gia Lai và Kon Tum vào năm 1991. Tỉnh Đắk Lắk chia thành hai tỉnh: Đắk Lắk và Đắk Nông vào năm 2004.
Hiện nay, địa bàn Tây Nguyên có 5 tỉnh với diện tích gần 5,5 triệu ha (Tỷ lệ 16,4% so với tổng diện tích cả nước) với gần 5,7 triệu dân (Tỷ lệ 5,9% so với tổng dân số cả nước), bình quân 104 người trên 1 cây số vuông.

## Các tỉnh
- Mục dân số và diện tích ghi theo số liệu của liệu Tổng cục Thống kê Việt Nam trên trang Wikipedia các tỉnh thành Việt Nam

| 1                                                                                   | Kon Tum  | Kon Tum       | 1 | 0 | 9  | 9.674,18 | 561.742   | 58  | 82 | 260 |
| 2                                                                                   | Gia Lai  | Pleiku        | 1 | 2 | 14 | 15.510,9 | 1.541.829 | 99  | 81 | 269 |
| 3                                                                                   | Đắk Lắk  | Buôn Ma Thuột | 1 | 1 | 13 | 13.030,5 | 1.869.322 | 143 | 47 | 262 |
| 4                                                                                   | Đắk Nông | Gia Nghĩa     | 1 | 0 | 7  | 6.509,27 | 637.907   | 98  | 48 | 261 |
| 5                                                                                   | Lâm Đồng | Đà Lạt        | 2 | 0 | 8  | 9.783,2  | 1.415.500 | 145 | 49 | 263 |
| Nguồn: Dân số ngày 31 tháng 12 năm 2020 (Niên giám tổ chức ngành Thống kê năm 2021) |          |               |   |   |    |          |           |     |    |     |

Hiện nay, hầu hết các đô thị vốn trước đây là thị xã tỉnh lỵ của một tỉnh ở vùng Tây Nguyên đều đã trở thành các thành phố trực thuộc tỉnh. Trong đó, tỉnh Lâm Đồng có hai thành phố là Đà Lạt và Bảo Lộc.
Trong suốt thời kỳ từ đầu năm 1975 cho đến năm 1995, toàn vùng Tây Nguyên chỉ có một thành phố là Đà Lạt. Từ năm 1995 đến nay, lần lượt các thị xã được nâng cấp trở thành các thành phố trực thuộc tỉnh.
Các thành phố lập trước năm 1975:
- Thành phố Đà Lạt: lập ngày 31 tháng 10 năm 1920 theo Sắc lệnh của Toàn quyền Đông Dương

Các thành phố lập từ năm 1995 đến nay:
- Thành phố Buôn Ma Thuột: lập ngày 21 tháng 1 năm 1995 theo Nghị định số 08-CP[19]
- Thành phố Pleiku: lập ngày 24 tháng 4 năm 1999 theo Nghị định số 29/1999/NĐ-CP[20]
- Thành phố Kon Tum: lập ngày 10 tháng 4 năm 2009 theo Nghị định số 15/NĐ-CP[21]
- Thành phố Bảo Lộc: lập ngày 08 tháng 4 năm 2010 theo Nghị định số 19/NQ-CP[22]
- Thành phố Gia Nghĩa: lập ngày 17 tháng 12 năm 2019 theo Nghị định số 835/NQ-UBTVQH14[23]

Hiện nay, ở vùng Tây Nguyên có 3 đô thị loại I: thành phố Pleiku (thuộc tỉnh Gia Lai), thành phố Buôn Ma Thuột (thuộc tỉnh Đắk Lắk), thành phố Đà Lạt (thuộc tỉnh Lâm Đồng). Thành phố  duy nhất là đô thị loại II: thành phố Kon Tum (thuộc tỉnh Kon Tum). Các thành phố còn lại hiện nay đều là các đô thị loại III trực thuộc tỉnh.

## Đô thị
Tính đến ngày 10 tháng 1 năm 2023, vùng Tây Nguyên có:
- 3 đô thị loại I gồm 3 thành phố trực thuộc tỉnh: Pleiku, Buôn Ma Thuột, Đà Lạt.
- 1 đô thị loại II gồm 1 thành phố trực thuộc tỉnh: Kon Tum.
- 2 đô thị loại III gồm 2 thành phố trực thuộc tỉnh: Gia Nghĩa, Bảo Lộc.
- 14 đô thị loại IV gồm 3 thị xã: An Khê, Ayun Pa, Buôn Hồ và 11 thị trấn: Plei Kần, Chư Sê, Quảng Phú, Ea Kar, Buôn Trấp, Phước An, Ea Drăng, Đắk Mil, Ea T'ling, Kiến Đức, Liên Nghĩa.

## Văn hóa

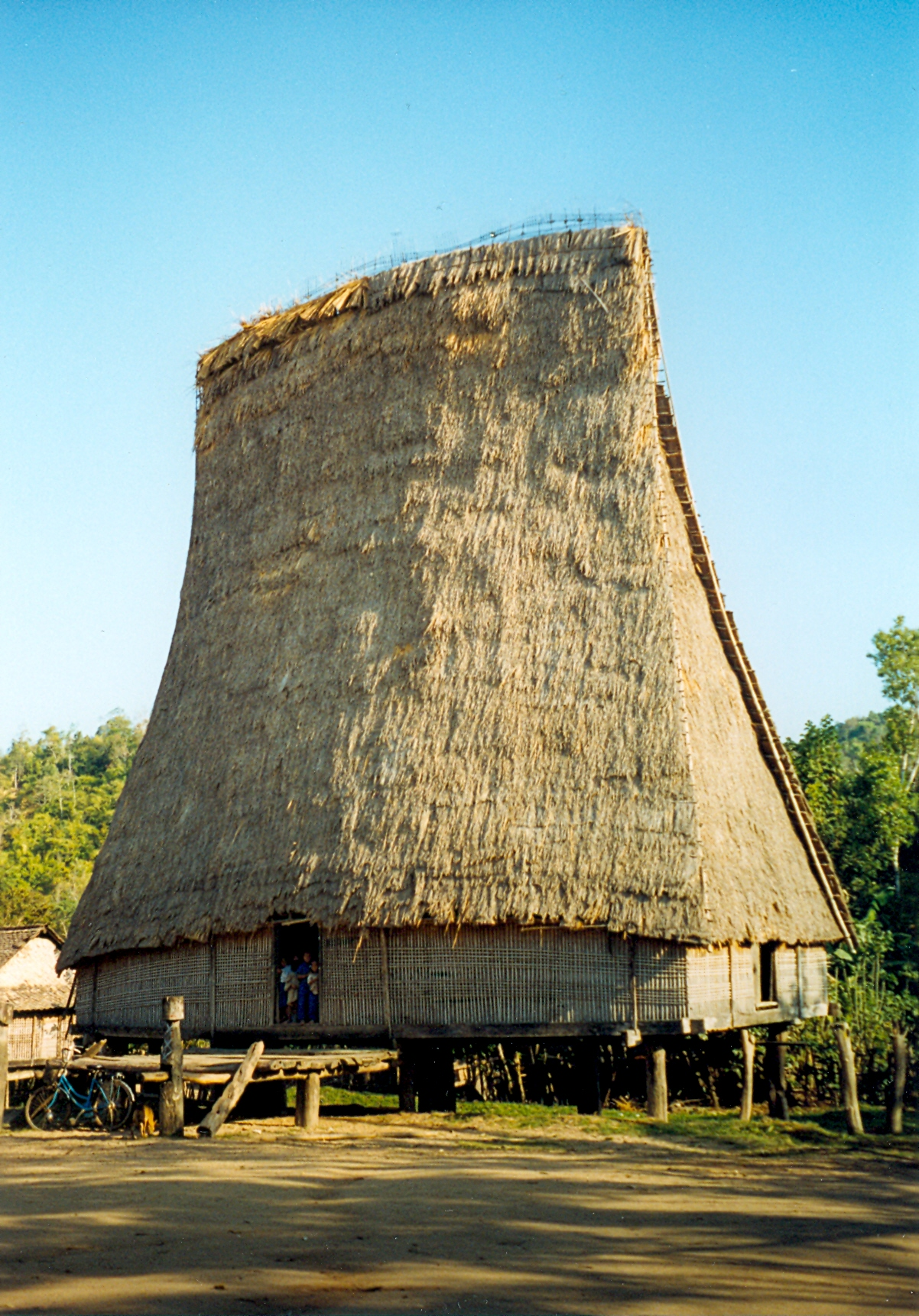
Nhà rông người Bahnar

Ba Na là nhóm sắc tộc đầu tiên, sau người Kinh, có chữ viết phiên âm dựa theo bộ ký tự Latin do các giáo sĩ Pháp soạn năm 1861. Đến năm 1923 hình thành chữ viết Ê Đê. Sử thi được biết đến đầu tiên là Đam San được sưu tập và xuất bản bằng tiếng Pháp tại Paris (Le Chanson de DamSan). Đến 1933, tạp chí của học viện Viễn Đông bác cổ tại Hà Nội in lại dưới hình thức song ngữ Êđê - Pháp. Vào tháng 2 năm 1949, phát hiện một bộ đàn đá mang tên Ndút Liêng Krak tại Đắc Lắc và bộ nhạc cụ thời tiền sử vô giá này hiện được lưu giữ tại Viện Bảo tàng Con người - Paris. Vào ngày 25 tháng 11 năm 2005, Không gian văn hóa Cồng Chiêng Tây Nguyên được UNESCO công nhận là Kiệt tác truyền khẩu và phi vật thể của nhân loại.

## Kinh tế, tài nguyên, xã hội và môi trường

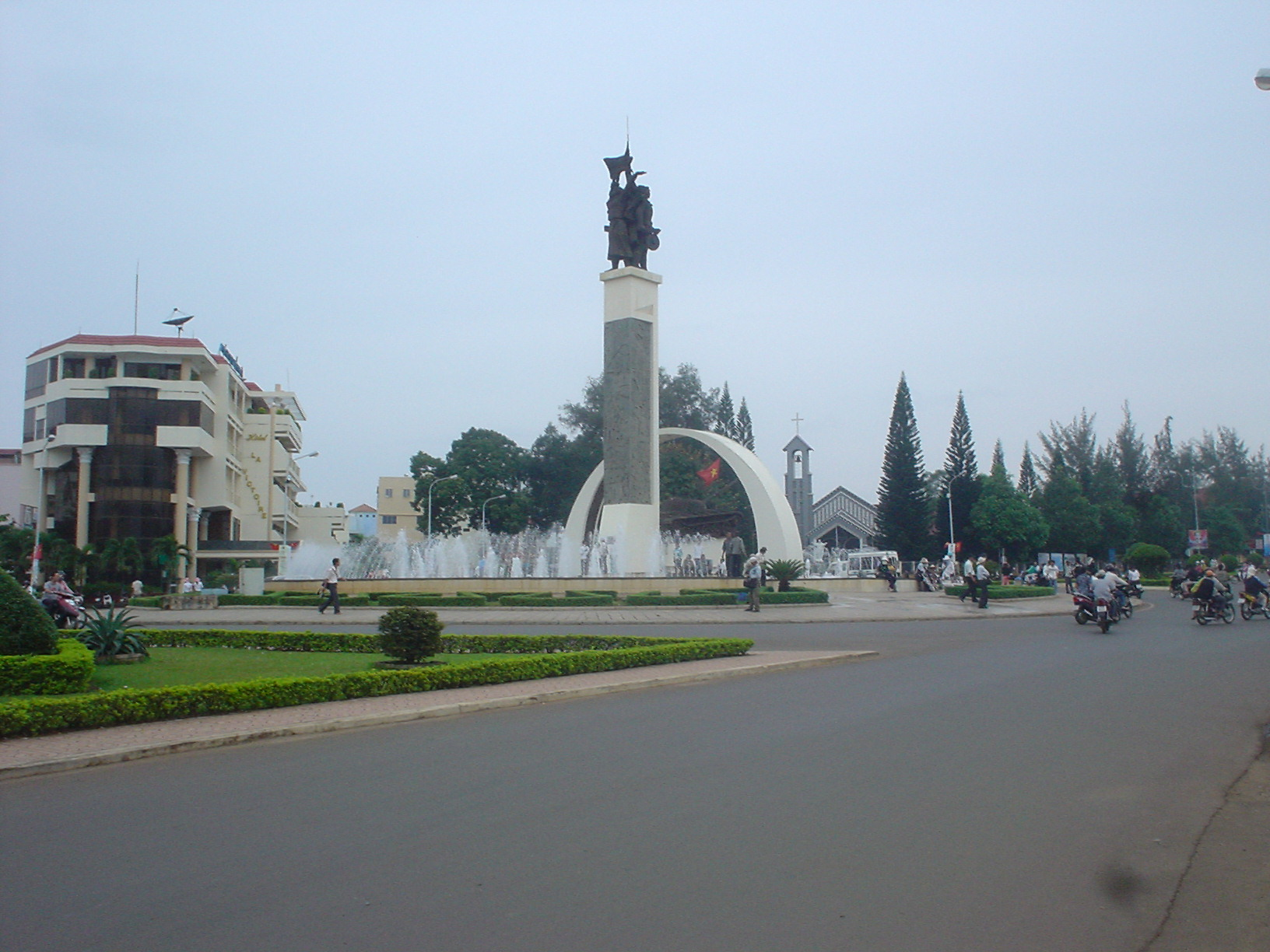
Ngã 6 Trung tâm
Thành phố Buôn Ma Thuột

So với các vùng khác trong cả nước, điều kiện kinh tế - xã hội của Tây Nguyên có nhiều khó khăn, như là thiếu lao động lành nghề, cơ sở hạ tầng kém phát triển, sự chung đụng của nhiều sắc dân trong một vùng đất nhỏ và với mức sống còn thấp. Tuy nhiên, Tây Nguyên có lợi điểm về tài nguyên thiên nhiên. Tây Nguyên có đến 2 triệu hecta đất bazan màu mỡ, tức chiếm đến 60% đất bazan cả nước, rất phù hợp với những cây công nghiệp như cà phê, ca cao, hồ tiêu, dâu tằm, trà. Cà phê là cây công nghiệp quan trọng số một ở Tây Nguyên. Diện tích cà phê ở Tây Nguyên hiện nay là hơn 290 nghìn ha, chiếm 4/5 diện tích cà phê cả nước. Đắk Lắk là tỉnh có diện tích cà phê lớn nhất (170 nghìn ha) và cà phê Buôn Ma Thuột nổi tiếng có chất lượng cao. Nhờ có diện tích lớn trồng cà phê nên mật ong hoa cà phê cũng trở thành một đặc sản Tây Nguyên, Tây Nguyên cũng là vùng trồng cao su lớn thứ hai sau Đông Nam Bộ, chủ yếu tại Gia Lai và Đắk Lắk. Tây Nguyên còn là vùng trồng dâu tằm, nuôi tằm tập trung lớn nhất nước ta, nhiều nhất là ở Bảo Lộc Lâm Đồng. Ở đây có liên hiệp các xí nghiệp ươm tơ xuất khẩu lớn nhất Việt Nam.
Việc phân bổ đất đai và tài nguyên không đồng đều cũng gây ra nhiều tranh chấp. Trước đây, chính quyền có chủ trương khai thác Tây Nguyên bằng hệ thống các nông lâm trường quốc doanh (thời kỳ trước năm 1993 là các Liên hiệp xí nghiệp nông lâm công nghiệp lớn, đến sau năm 1993 chuyển thành các nông, lâm trường thuộc trung ương hoặc thuộc tỉnh). Các tổ chức kinh tế này trong thực tế bao chiếm gần hết đất đai Tây Nguyên. Ở Đắk Lắk, đến năm 1985, ba xí nghiệp Liên hiệp nông lâm công nghiệp quản lý 1.058.000 hecta tức một nửa địa bàn toàn tỉnh, cộng với 1.600.000 hecta cao su quốc doanh, tính chung quốc doanh quản lý 90% đất đai toàn tỉnh. Ở Gia Lai-Kon Tum con số đó là 60%. Tính chung, đến năm 1985, quốc doanh đã quản lý 70% diện tích toàn Tây Nguyên. Sau năm 1993, đã có sự chuyển đổi cơ chế quản lý, nhưng con số này cũng chỉ giảm đi được 26% .

Một góc Buôn Ma Thuột, thành phố lớn nhất Tây Nguyên.

Tài nguyên rừng và diện tích đất lâm nghiệp ở Tây Nguyên đang đứng trước nguy cơ ngày càng suy giảm nghiêm trọng do nhiều nguyên nhân khác nhau, như là một phần nhỏ diện tích rừng sâu chưa có chủ và dân di cư mới đến lập nghiệp xâm lấn rừng để ở và sản xuất (đất nông nghiệp toàn vùng tăng rất nhanh) cũng như nạn phá rừng, khai thác lâm sản trái phép chưa kiểm soát được. Do sự suy giảm tài nguyên rừng nên sản lượng khai thác gỗ giảm không ngừng, từ 600 – 700 nghìn m³ vào cuối thập kỉ 80 - đầu thập kỉ 90, nay chỉ còn khoảng 200 – 300 nghìn m³/năm. Hiện nay, chính quyền địa phương đang có thử nghiệm giao đất, cho thuê đất lâm nghiệp cho các tổ chức, hộ gia đình, cá nhân sử dụng ổn định và giao rừng, khoán bảo vệ rừng cho hộ gia đình và cộng đồng trong buôn, làng .
Nhờ địa thế cao nguyên và nhiều thác nước, nên tài nguyên thủy năng của vùng lớn và được sử dụng ngày càng có hiệu quả hơn. Trước đây đã xây dựng các nhà máy thủy điện Đa Nhim (160.000 kW) trên sông Đa Nhim (thượng nguồn sông Đồng Nai), Đray H'inh (12.000 kW) trên sông ông Srêpốk. Mới đây, công trình thủy điện Yaly (700.000 kW) đưa điện lên lưới từ năm 2000 và đang có dự kiến xây dựng các công trình thủy điện khác như Bon Ron - Đại Ninh, Plây Krông. Tây Nguyên không giàu tài nguyên khoáng sản, chỉ có bôxit với trữ lượng hàng tỉ tấn là đáng kể.
Theo tài liệu cũ của Liên Xô để lại, Tây Nguyên có trữ lượng Bô xít khoảng 8 tỉ tấn . Ngày 1 tháng 11 năm 2007, Thủ tướng Chính phủ đã ký quyết định 167 phê duyệt quy hoạch phân vùng, thăm dò, khai thác, chế biến, sử dụng quặng bô xít từ giai đoạn 2007-2015, có xét đến năm 2025  và hiện nay, Tập đoàn Than Khoáng sản Việt Nam cũng đã thăm dò, đầu tư một số công trình khai thác bô xít, luyện alumin tại Tây Nguyên. Tuy nhiên, việc làm này đã vấp phải sự phản đối quyết liệt của các nhà khoa học và dân cư bản địa vì nguy cơ hủy hoại môi trường và tác động tiêu cực đến văn hóa - xã hội Tây Nguyên và có thể tổn thương cả một nền văn hóa bản địa .
Ngày 15 tháng 11 năm 2022, Chính phủ ban hành Nghị quyết 152/NQ-CP về việc Chương trình hành động của Chính phủ thực hiện Nghị quyết 23-NQ/TW ngày 06/10/2022 của Bộ Chính trị về phương hướng phát triển kinh tế - xã hội và bảo đảm quốc phòng, an ninh vùng Tây Nguyên đến năm 2030, tầm nhìn đến năm 2045.

## Danh lam thắng cảnh

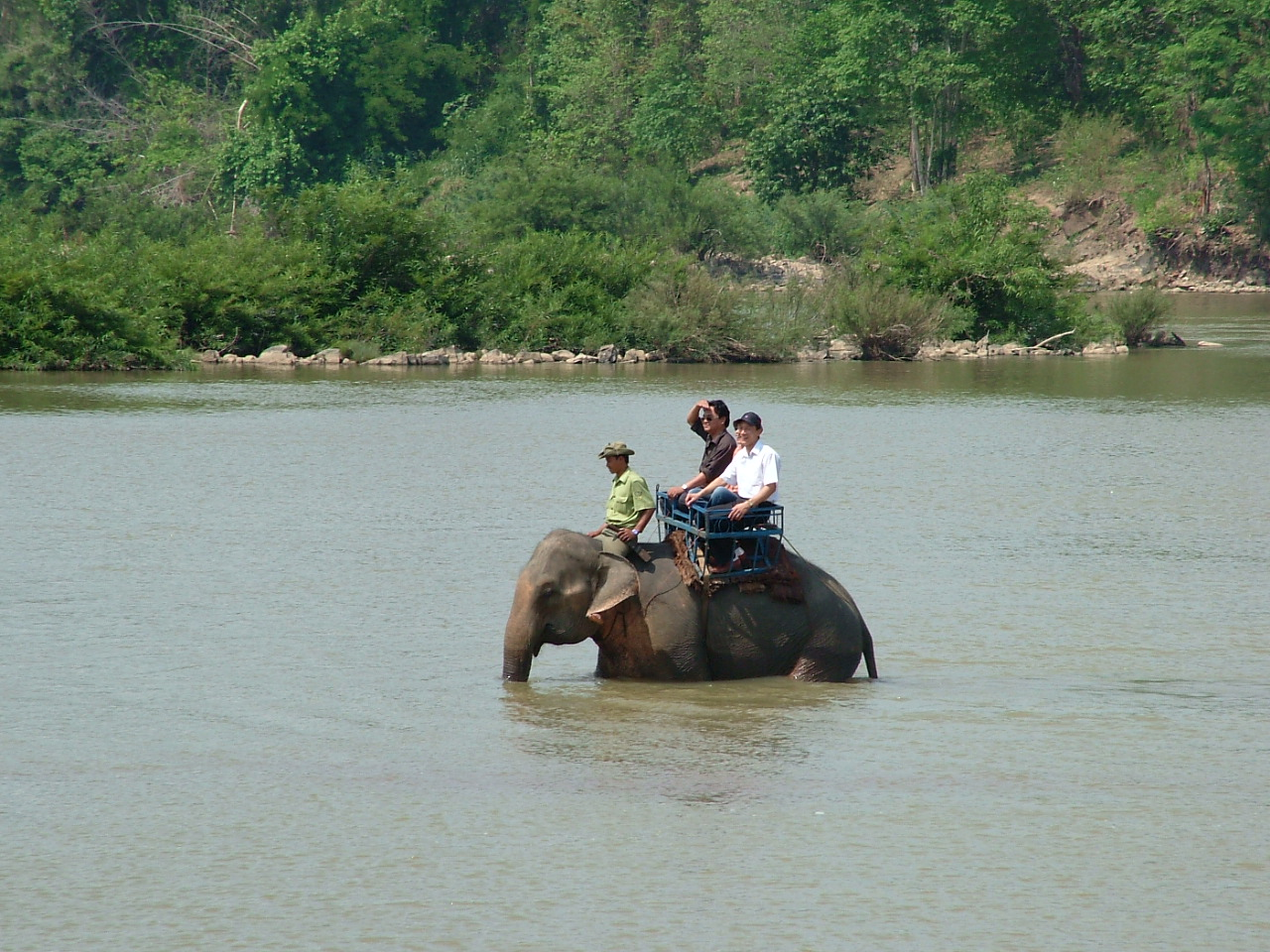
Du khách đi voi
qua sông Srêpốk
Khu Du lịch Bản Đôn

### Đắk Lắk

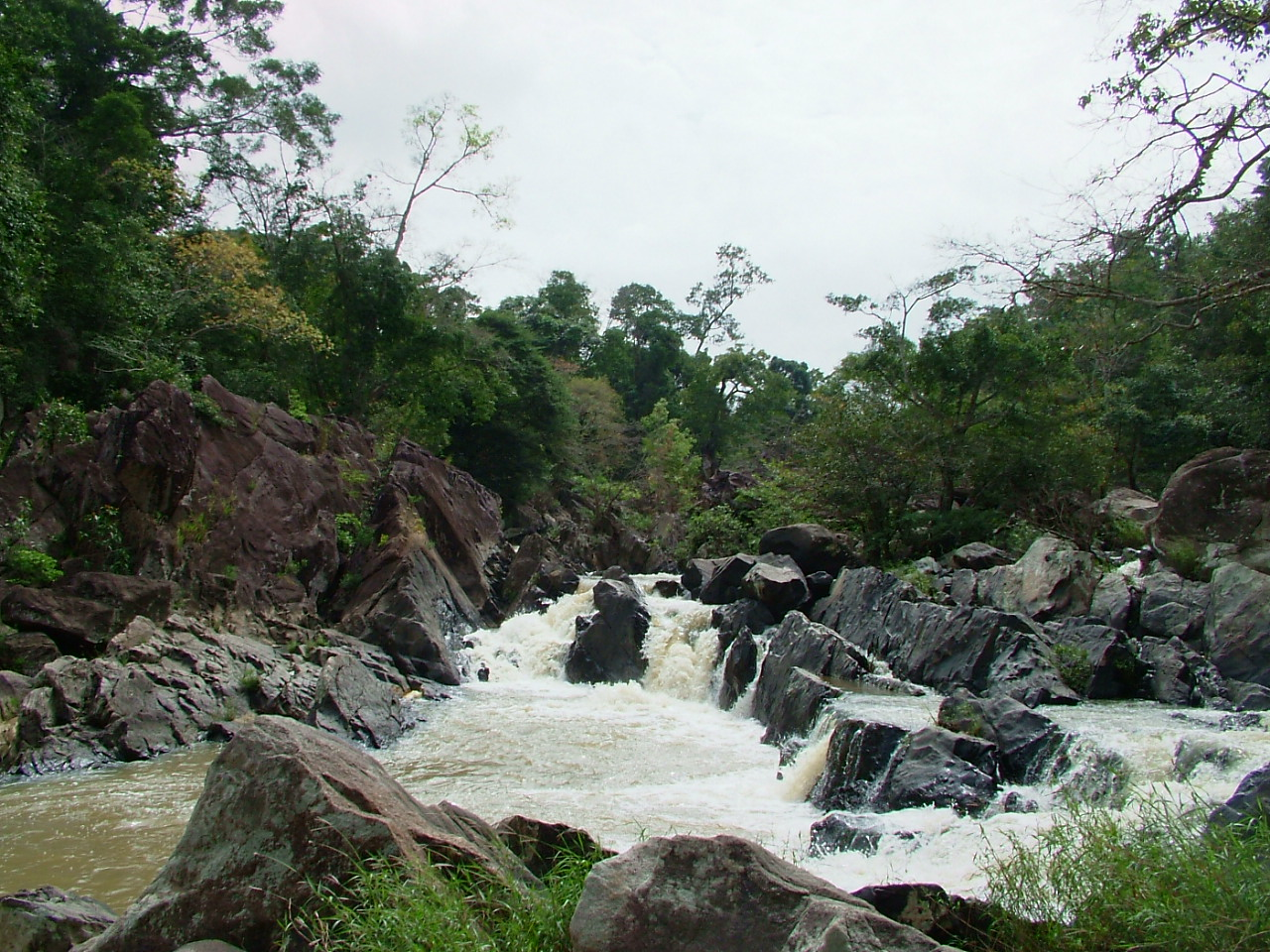
Thác Đray K'nao
Huyện M'Drắk

Nằm trên cao nguyên Đắk Lắk, một trong 3 cao nguyên lớn của Tây Nguyên, có độ cao trung bình 400 - 800m so với mực nước biển, phía bắc và đông bắc giáp với Gia Lai, phía nam giáp với Lâm Đồng, phía tây giáp với Cam-pu-chia và tỉnh Đắk Nông, phía đông giáp với Phú Yên và Khánh Hòa.
Đắk Lắk có thác Thủy Tiên và những hồ nước thơ mộng như hồ Lắk, hồ Buôn Triết, hồ Ea Kao.
- Có các khu rừng nguyên sinh, vườn quốc gia Yok Đôn, khu lâm viên Ea Kao.
- Buôn Đôn nổi tiếng với nghề săn bắt và thuần dưỡng voi, các di tích lịch sử như tháp Chàm thế kỷ XIII, biệt điện của cựu hoàng Bảo Đại, nhà tù Buôn Ma Thuột.

### Đắk Nông
Tỉnh Đắk Nông nằm ở phía tây nam Trung Bộ, đoạn cuối của dãy Trường Sơn, trên một vùng cao nguyên, độ cao trung bình 500m so với mực nước biển.
Đắk Nông có phong cảnh thác hùng vĩ, có tổ chức những đêm lửa trại với tiếng cồng chiêng và rượu cần.
- Dòng sông Srêpốk tạo nên nhiều thác ghềnh đẹp, lúc hiền hòa, lúc dữ dội, hơn cả là thác Gia Long tựa như nàng sơn nữ ngủ quên với dáng vẻ hoang sơ và thác Dray Nur tựa bức tường thành khổng lồ. Ngoài ra còn có thác Diệu Thanh, Ba Tầng, Dray Sáp hay còn gọi là thác Khói vì nơi đây quanh năm có khói nước bay.

### Gia Lai
Là một tỉnh miền núi, Gia Lai nằm ở phía bắc Tây Nguyên trên độ cao 600 – 800m so với mực nước biển. Phía bắc Gia Lai giáp với tỉnh Kon Tum, phía nam giáp tỉnh Đắk Lắk, phía tây giáp với Cam-pu-chia, phía đông giáp với các tỉnh Quảng Ngãi, Bình Định và Phú Yên.
Gia Lai là vùng đất có bề dày lịch sử với nền văn hóa cổ xưa mang bản sắc các dân tộc thiểu số, chủ yếu là Gia Rai và Ba Na, thể hiện qua kiến trúc nhà rông, nhà sàn, nhà mồ, qua lễ hội truyền thống, qua y phục và nhạc cụ.
- Gia Lai có nhiều suối hồ, ghềnh thác, đèo và những cánh rừng nguyên sinh có cảnh quan thiên nhiên mang đậm nét hoang sơ nguyên thủy của núi rừng Tây Nguyên như rừng nhiệt đới Kon Ka Kinh và Kon Cha Rang.
- Thác Xung Khoeng ở huyện Chư Prông, thác Phú Cường ở huyện Chư Sê. Nhiều con suối đẹp như suối Đá Trắng, suối Mơ và các danh thắng khác như bến đò "Mộng" trên sông Pa, Biển Hồ (hồ Tơ Nưng) trên núi mênh mông và phẳng lặng. Núi Hàm Rồng cao 1.092m mà đỉnh là miệng của một núi lửa đã tắt.

### Kon Tum
Kon Tum là tỉnh ở phía bắc cao nguyên Gia Lai - Kon Tum, một trong 3 cao nguyên lớn của Tây Nguyên.
Thành phố Kon Tum được xây bên bờ sông Đắk Bla, một nhánh của sông Pơ Kô là Trung tâm Hành chính cũ của Pháp ở Tây Nguyên. Các cố đạo Pháp đã đến đây từ năm 1851.
- Có núi Ngoc Linh, khu rừng nguyên sinh Chư Môn Ray, Sa Thầy, khu du lịch Đắk Tre ở huyện Kon Plông, suối nước nóng Đăk Tô. Có nhà tù Kon Tum, ngục Đắk GLei, đường mòn Hồ Chí Minh, chiến trường Đăk Tô - Tân Cảnh.
- Có hơn 20 dân tộc sinh sống, nhiều nhất là Ba Na, Xơ Đăng, Giẻ Triêng, Gia Rai, B' Râu, Rơ Mân... Phần lớn các dân tộc thiểu số sống bằng nghề làm nương rẫy và săn bắn. Có một nền văn hóa đa dạng, nhiều màu sắc của cộng đồng các dân tộc Tây Nguyên.

### Lâm Đồng
Lâm Đồng là tỉnh ở phía nam Tây Nguyên, 1 trong 4 cao nguyên cao nhất của Tây Nguyên là Lâm Viên - Di Linh - Bảo Lộc.
Lâm Đồng có nhiều thắng cảnh nổi tiếng như các thác nước tại huyện Đức Trọng và những thắng cảnh thiên nhiên tại Đà Lạt như Hồ Than Thở, Hồ Xuân Hương.
Tuy nhiên, trong thời gian gần đây, do không được quan tâm bảo trì đúng mức, cảnh quan nhiều thắng cảnh đang bị phá hủy. Ngày nay 10 trong số 17 thắng cảnh quốc gia xuống cấp, trong đó có ba ngọn thác ở huyện Đức Trọng đã được xếp hạng quốc gia tại Lâm Đồng đã biến mất gồm: thác Gougah, thác Liên Khương và thác Bảo Đại. Lý do là vì các đơn vị được giao đầu tư thiếu năng lực và chỉ lo khai thác kinh doanh bán vé. Ông Đinh Bá Quang - Trưởng phòng Quản lý di sản văn hóa (Sở VH-TT-DL) Lâm Đồng cho biết: Theo quy định, hằng năm các đơn vị trích từ 3 - 5% lãi suất kinh doanh để tu bổ, tôn tạo và tổ chức các hoạt động văn hóa tại di tích. Thế nhưng thực tế qua kiểm tra thì các điểm này không thực hiện được như vậy.

## An ninh - Quốc phòng
Hiện nay Quân khu 5 đảm nhiệm chức năng quản lý nhà nước về mặt quốc phòng trên địa bàn Tây Nguyên.
Quân đoàn 3, còn gọi là Binh đoàn Tây Nguyên, là một trong những quân đội chủ lực cơ động của Quân đội Nhân dân Việt Nam, được thành lập ngày 26 tháng 3 năm 1975 tại Tây Nguyên.Trụ sở: phường Trà Bá, Thành phố Pleiku, tỉnh Gia Lai.
Binh đoàn 15 là một đơn vị kinh tế quốc phòng của Quân đội Nhân dân Việt Nam. thành lập: Ngày 20 tháng 2 năm 1985. Trụ Sở: phường Yên Thế thành phố Pleiku, tỉnh Gia Lai

## Vấn đề Tây Nguyên

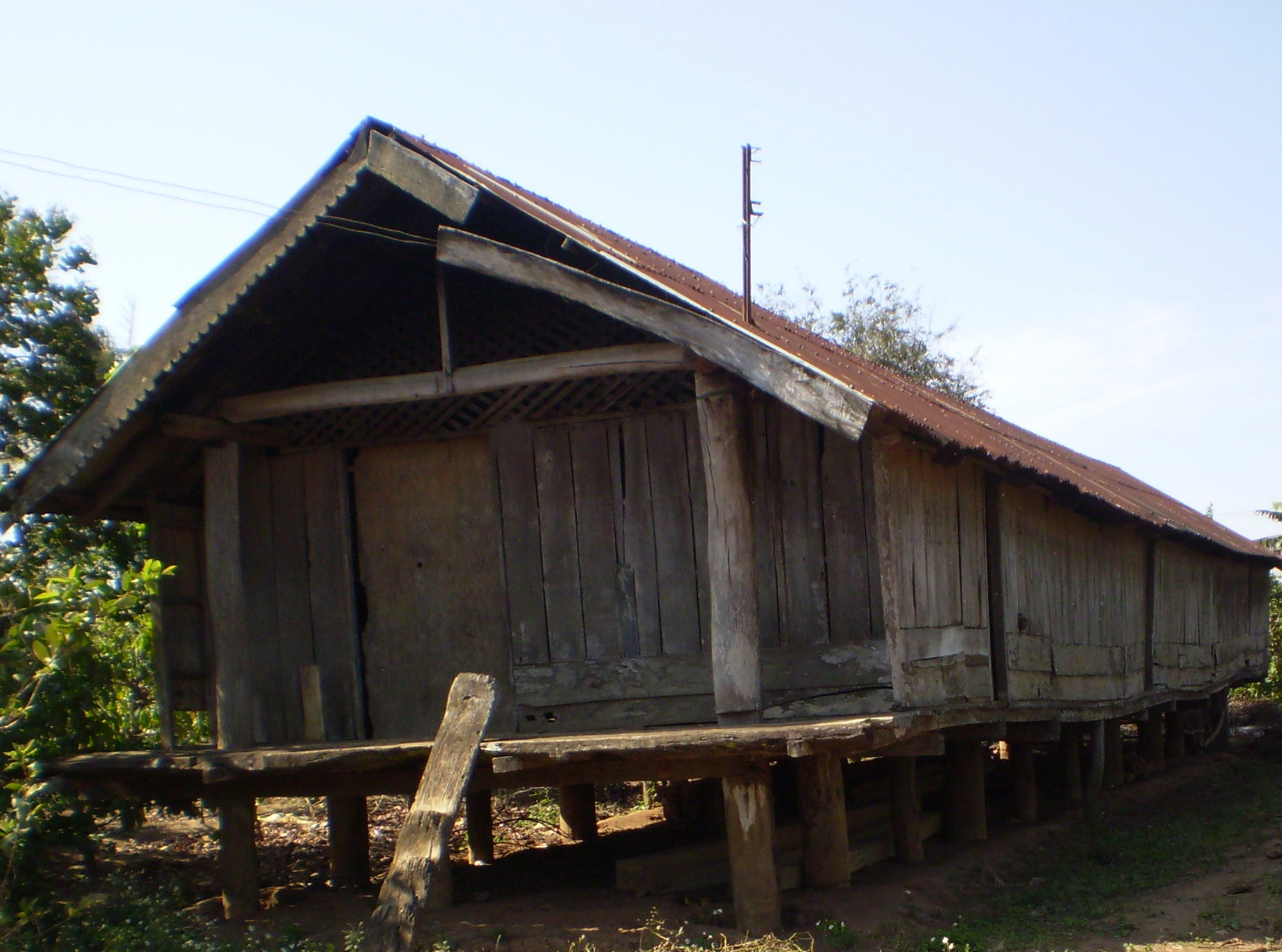
Nhà sàn người Êđê (Rhade)
Đắk Lắk

Sự gia tăng dân số nhanh chóng và nạn nghèo đói, kém phát triển và hủy diệt tài nguyên thiên nhiên đang là những vấn nạn tại Tây Nguyên và thường xuyên dẫn đến xung đột.
Theo nhà dân tộc học Nguyễn Từ Chi viết cách đây 25 năm, việc thi hành chính sách dân tộc từ sau thống nhất năm 1975 đã có những mặt tích cực như: 
- Trường cấp I dần dà mọc lên gần khắp các xã. Ở huyện lỵ nào, cũng có trường cấp II, đôi khi cấp III. Con cháu người bản xứ đã được có nhiều cơ hội học tập hơn.
- Sự giao thông được mở rộng, tạo điều kiện tốt cho du lịch, trao đổi hàng hóa. Thị trường cũng được mở rộng.
- Đã có mặt người dân tộc trong cơ cấu các cấp ủy, ủy ban, cơ quan. Người dân tộc được góp phần có tiếng nói riêng của mình.
- Gia tăng sản xuất, chẳng hạn như việc đưa lúa nước mà năng suất cao hơn để thay thế lúa rẫy, nhưng đồng thời cũng thay đổi phương pháp canh tác từ lâu đời.

Tuy nhiên cũng theo ông Chi, bên cạnh mặt tích cực, cũng có những mặt tiêu cực có thể là mầm mống gây nên những xung đột Kinh-Thượng thường trực nén sâu trong tâm tư người dân tộc: 
- Nạn phá rừng, khai thác gỗ quý không được kiểm soát chặt chẽ và không quan tâm đến việc trồng mới và bảo vệ rừng. Rừng Tây Nguyên sẽ sớm bị phá trụi.
- Sự di dân không được kế hoạch chu đáo. Người Việt lên Tây Nguyên ngày càng đông (78-80%) đã và sẽ chiếm hết những vùng đất thuận lợi của người dân tộc, đẩy họ vào sâu trong rừng thẳm và gây nên hiềm khích kéo dài.
- Phá hỏng hoặc thay đổi cơ cấu cổ truyền làng xã và đời sống tâm linh của người dân tộc. Bên cạnh đó, thái độ của những cán bộ và người Kinh đối với phong tục, tập quán cổ truyền của các dân tộc chưa tương xứng.[29].

Đến nay những cảnh báo trên đã có phần thành hiện thực. Trong Hội nghị phát triển kinh tế - xã hội Tây nguyên giai đoạn 2006-2010 tổ chức vào tháng 7 năm 2006, thủ tướng Nguyễn Tấn Dũng đánh giá rằng Tây Nguyên "phát triển chưa tương xứng với tiềm năng". Theo ông Mai Văn Năm, Phó Ban thường trực Ban chỉ đạo Tây Nguyên, nói rằng chính phủ "vẫn chưa xây dựng được chính sách tổng thể nhằm giải quyết toàn diện vùng dân tộc thiểu số" và "Còn thiếu sự chặt chẽ giữa Trung ương và địa phương trong việc giải quyết một số vấn đề cấp bách".
Thêm vào đó, việc khai thác Bô xít được tiến hành vào năm 2009, mặc dù đã vấp phải sự phản đối quyết liệt của các nhà khoa học và dân cư bản địa vì nguy cơ hủy hoại môi trường và tác động tiêu cực đến văn hóa - xã hội Tây Nguyên và có thể tổn thương cả một nền văn hóa bản địa . Trong thư của cựu đại tướng Võ Nguyên Giáp gửi thủ tướng có viết "Cần nhắc lại rằng, đầu những năm 1980 Chính phủ đã đưa chương trình khảo sát khai thác bô-xít trên Tây Nguyên vào chương trình hợp tác đa biên với khối COMECON... Sau khảo sát đánh giá hiệu quả tổng hợp của các chuyên gia Liên Xô, khối COMECON đã khuyến nghị Chính phủ Việt Nam không nên khai thác bô-xít trên Tây Nguyên do những nguy cơ gây tác hại sinh thái lâu dài rất nghiêm trọng, không thể khắc phục được đối với dân cư chẳng những tại chỗ mà còn cả dân cư và vùng đồng bằng Nam Trung Bộ. Chính phủ khi đó đã quyết định không khai thác bô-xít mà gìn giữ thảm rừng và phát triển cây công nghiệp (cao su, cà phê, chè...) trên Tây Nguyên..." .